# Lobophytum microspiculatum
Lobophytum microspiculatum är en korallart som beskrevs av Tixier-Durivault 1956. Lobophytum microspiculatum ingår i släktet Lobophytum och familjen läderkoraller. Inga underarter finns listade i Catalogue of Life.